# Герб Белграда
Герб округу Белград — офіційний символ округу Белград, існуючий у трьох видах: малому, середньому і великому.

## Опис
Історія геральдичної репрезентації Белграда довга і сягає часів, коли місто вперше стало столицею Сербії за часів деспота Стефана Лазаревича, коли цей символ вперше опосередковано згадується в "Житії деспота Стефана Лазаревича". Перший відомий геральдичний фігурний герб міста з'являється в шістнадцятому столітті і, ймовірно, має угорське походження. Але як і історія самого міста, так і його герб був мінливим. Оскільки місто переходило з рук в руки різних загарбників, змінювалося і його геральдичне зображення - чи то місто взагалі не мало свого герба, як за часів Османської імперії, чи то отримало зовсім новий герб за часів Австрії. 
Історія герба Белграда, який використовується сьогодні, почалася в 1931 році, коли він був офіційно обраний після конкурсу, в якому перемогла робота Джордже Андреевича-Куна. У соціалістичну епоху герб був занедбаний, а після демократичних змін 1990-х років він зазнає повторного затвердження, а з 2000-х років - реорганізації на три ступені, які використовуються і сьогодні. 
Використання герба Белграда регулюється Статутом міста та спеціальними міськими правилами, які детально регламентують і санкціонують використання герба в різних випадках і місцях. 